# Wonder Girls
A Wonder Girls (hangul: 원더걸스 Vondo Kolszu (Wondeo Geolseu)) egy 2007-ben létrejött dél-koreai lányegyüttes, melyet a JYP Entertainment szerződtetett. Az együttes 2009-ben együtt turnézott az amerikai Jonas Brothers-szel. A Wonder Girls az első koreai együttes, amelynek sikerült felkerülnie az amerikai Billboard Hot 100-as listára. 2017-ben feloszlottak.